# Satamun
Satamun (auch Ahmose-Sat-Amun, Sitamun) war während der frühen 18. Dynastie eine altägyptische Königstochter des Ahmose I.

## Hintergrund

### Familie und Titel
Satamun war als Tochter von Ahmose I. auch Schwester von Amenophis I.; sie trug die Titel Königsschwester, Königstochter, und Gottesgemahlin des Amun. Die Frage ihrer Mutter ist ungeklärt, da neben Ahmose Nefertari und einer Schwester von Meritamun I. weitere Frauen in Frage kommen.

### Grabstätte
Satamun könnte sehr früh verstorben sein, da ihre Mumie von Gaston Maspero in einem Kindersarg in der Cachette von Deir el-Bahari (DB/TT320) gefunden wurde, einem Mumiendepot, das zum Schutz vor Grabräubern in der 22. Dynastie unter Scheschonq I. angelegt wurde. Die Überreste der Mumie, ein Schädel und einige Knochen, waren in eine Schilfrohrmatte gewickelt. Ein Rückschluss auf die Körpergröße war deshalb nicht möglich.
Es bleibt unklar, ob die Art des Zustandes der Mumie mit ihrem Tod zu tun hatte oder erst Grabräuber durch Plünderungen die Mumie derart beschädigten. Es besteht auch die Möglichkeit, dass sich die Mumie bei ihrer späteren Umbettung im achten Regierungsjahr des Psusennes I. (etwa 1033 v. Chr.) in diesem Zustand befand, da Psusennes I. einen Zusatzeintrag anbringen ließ: Wiederherstellung von Satamun (29. Peret III).